# Martwy węzeł
Martwy węzeł – polski niemy film fabularny (przygodowy) z 1927 roku. Produkcja miała dwa alternatywne tytuły: Człowiek bez rąk oraz Chińczyk. Film nie zachował się do dziś.
Obraz był kręcony m.in. na zamku książąt mazowieckich w Czersku oraz w okolicach Zielonki. Jest uznawany za pierwszy polski film z efektami kaskaderskimi.

## Fabuła
Dwie bogate Amerykanki - matka i córka - szantażowane przez nowojorskich bandytów ruszają w towarzystwie sekretarza w podróż dookoła świata. Ścigający dopadają je na kresach Polski, lecz dzięki bohaterskiej postawie sekretarza udaje im się wyjść z opresji.

## Obsada
- Neri Prattl - sekretarz
- Kazimierz Junosza-Stępowski - detektyw
- Wiesław Gawlikowski
- Jola Jolante
- Nina Nide
- Elina Sol
- Witold Rychter
- Tadeusz Heryng